# Malsta
Malsta – miejscowość (tätort) w Szwecji, w regionie administracyjnym (län) Sztokholm, w gminie Norrtälje.
Według danych Szwedzkiego Urzędu Statystycznego liczba ludności wyniosła: 209 (31 grudnia 2018) i 199 (31 grudnia 2019).